# Смаковер (Арканзас)
Смаковер (англ. Smackover) — город, расположенный в округе Юнион (штат Арканзас, США) с населением в 2005 человек по статистическим данным переписи 2000 года.
Название Смаковер пришло из англицизации французского «Sumac Couvert», которое переводится как «покрытый сумахом».
В Смаковере расположен Музей природных ресурсов. В нём представлена история и культура города и окрестностей: крытая реконструкция Смаковера, нефтяное месторождение и многочисленные экспонаты, иллюстрирующие нефтяную промышленность Южного Арканзаса. В июне проходит ежегодный четырёхдневный фестиваль Oil Town.

## География
По данным Бюро переписи населения США город Смаковер имеет общую площадь в 10,88 квадратных километров, водных ресурсов в черте населённого пункта не имеется.
Город Смаковер расположен на высоте 37 метров над уровнем моря.

## Демография
По данным переписи населения 2000 года в Смаковере проживало 2005 человек, 565 семей, насчитывалось 794 домашних хозяйств и 915 жилых домов. Средняя плотность населения составляла около 182 человек на один квадратный километр. Расовый состав Смаковера по данным переписи распределился следующим образом: 72,57 % белых, 26,28 % — чёрных или афроамериканцев, 0,10 % — коренных американцев, 0,05 % — азиатов, 0,05 % — выходцев с тихоокеанских островов, 0,95 % — представителей смешанных рас.
Испаноговорящие составили 0,25 % от всех жителей города.
Из 794 домашних хозяйств в 31,1 % — воспитывали детей в возрасте до 18 лет, 52,9 % представляли собой совместно проживающие супружеские пары, в 15,1 % семей женщины проживали без мужей, 28,8 % не имели семей. 27,3 % от общего числа семей на момент переписи жили самостоятельно, при этом 17,8 % составили одинокие пожилые люди в возрасте 65 лет и старше. Средний размер домашнего хозяйства составил 2,46 человек, а средний размер семьи — 2,99 человек.
Население города по возрастному диапазону по данным переписи 2000 года распределилось следующим образом: 24,7 % — жители младше 18 лет, 7,8 % — между 18 и 24 годами, 24,7 % — от 25 до 44 лет, 21,7 % — от 45 до 64 лет и 21,1 % — в возрасте 65 лет и старше. Средний возраст жителей составил 39 лет. На каждые 100 женщин в Смаковере приходилось 92,2 мужчин, при этом на каждые сто женщин 18 лет и старше приходилось 81,3 мужчин также старше 18 лет.
Средний доход на одно домашнее хозяйство в городе составил 28 807 долларов США, а средний доход на одну семью — 36 875 долларов. При этом мужчины имели средний доход в 31 081 доллар США в год против 19 536 долларов среднегодового дохода у женщин. Доход на душу населения в городе составил 14 461 доллар в год. 9,1 % от всего числа семей в округе и 14,7 % от всей численности населения находилось на момент переписи населения за чертой бедности, при этом 18,8 % из них были моложе 18 лет и 13 % — в возрасте 65 лет и старше.

## Известные жители
- Слипи ЛаБиф[англ.] — музыкант.
- Клайд Скотт[англ.] — футболист.